# Copa do Mundo de Rugby League de 1957
A Copa do Mundo de Rugby League de 1957 foi a segunda edição do torneio. Quebrando a tradição de outros esportes terem seus mundias a cada quatro anos, esta ocorreu três anos após a anterior.
Foi realizada na Austrália, que tem tradicionalmente a seleção de rugby league mais forte do mundo  e que ali foi campeã mundial pela primeira vez. Como na edição anterior, só contou com quatro seleções participantes: a anfitriã Austrália, França, Grã-Bretanha e Nova Zelândia.

## Resultados

### Primeira rodada
| 15 Junho  |      |               |                                                   |
| Austrália | 25–5 | Nova Zelândia | Brisbane Cricket Ground, Brisbane Público: 29,636 |
|           |      |               | Brisbane Cricket Ground, Brisbane Público: 29,636 |

| 15 Junho |      |              |                                               |
| França   | 5–23 | Grã-Bretanha | Sydney Cricket Ground, Sydney Público: 50,077 |
|          |      |              | Sydney Cricket Ground, Sydney Público: 50,077 |

### Segunda rodada
| 17 Junho  |      |              |                                               |
| Austrália | 31–6 | Grã-Bretanha | Sydney Cricket Ground, Sydney Público: 57,995 |
|           |      |              | Sydney Cricket Ground, Sydney Público: 57,995 |

| 17 Junho |       |               |                                                   |
| França   | 14–10 | Nova Zelândia | Brisbane Cricket Ground, Brisbane Público: 22,142 |
|          |       |               | Brisbane Cricket Ground, Brisbane Público: 22,142 |

### Terceira rodada
| 22 Junho  |      |        |                                               |
| Austrália | 26–9 | França | Sydney Cricket Ground, Sydney Público: 35,158 |
|           |      |        | Sydney Cricket Ground, Sydney Público: 35,158 |

| 25 Junho     |       |               |                                               |
| Grã-Bretanha | 21–29 | Nova Zelândia | Sydney Cricket Ground, Sydney Público: 14,263 |
|              |       |               | Sydney Cricket Ground, Sydney Público: 14,263 |

### Pontuação final
| Seleção       | Jogos | Vitórias | Empates | Derrotas | Pontos Pró | Pontos Contra | Saldo | Pontos |
| ------------- | ----- | -------- | ------- | -------- | ---------- | ------------- | ----- | ------ |
| Austrália     | 3     | 3        | 0       | 0        | 82         | 20            | +62   | 6      |
| Grã-Bretanha  | 3     | 1        | 0       | 2        | 50         | 65            | −15   | 2      |
| Nova Zelândia | 3     | 1        | 0       | 2        | 44         | 60            | −16   | 2      |
| França        | 3     | 1        | 0       | 2        | 28         | 59            | −31   | 2      |